# معامله (فیلم ۲۰۰۸)
معامله (به انگلیسی: The Deal) فیلمی محصول سال ۲۰۰۸ و به کارگردانی استیون شاچتر است. در این فیلم بازیگرانی همچون ویلیام اچ میسی، مگ رایان، جیسون ریتر، الیوت گولد و ال ال کول جی ایفای نقش کرده‌اند.